# 海渡發電廠
海渡發電廠為一座位於臺灣臺中市清水區臺中港第二電力專業區未完工的火力發電廠，該發電廠為民營發電廠，由海渡電力公司所投資興建，是經濟部開放電業自由化後，暨麥寮、海湖發電廠後第三家動工的民營發電廠，更是臺中地區第一家動工的民營發電廠。然而該發電廠動工後不久即無實質施工進度，最終因受到清水鎮與梧棲鎮等地的居民強烈反對並抗爭，加上施工期間滯繳與台電公司之間的履約保證金，因此遭行政院經濟部取消電業經營權。

## 沿革

### 計畫
1995年4月，台中港務局將臺中港高美濕地南側的北淤沙區規劃成78公頃的「臺中港第二電力專業區」。
海渡發電廠最初由海渡電力公司所投資興建，於1995年7月獲得經濟部核准後，開始推動計畫。當時該發電廠總裝置容量為850MW，將裝設兩部燃油發電機組，廠區預定地在臺中港第二電力專業區，總開發金額為新臺幣375億元。預估將於2000年6月完成1號機並開始商轉發電，8月再完成2號機安裝。
1996年10月，海渡發電廠正式提出「設廠計劃書」，並將燃油發電改成燃煤發電。
然而，由於發電廠計畫提出後，受到鄰近發電廠的清水鎮與梧棲鎮兩地居民強烈反對，由於當時，臺中港周圍已有台灣電力公司的台中發電廠存在，使得居民認為已有一座火力發電廠造成的空氣汙染，而反對再新建一座火力發電廠。
海渡電力公司為此向居民解釋，海渡發電廠將採用高效率的空氣污染防治設備，讓空氣污染物排放的濃度符合2001年的法規限值，並且預估猜用此設備後汙染物排放濃度將會比台中發電廠更低。燃煤輸送與儲存也將採用密閉式輸煤帶與室內煤倉，如此也將相較於台中發電廠所採用皮帶輸送機與露天堆放儲煤場更能有效控制煤塵飛散，不致產生煤塵四處飄散的污染情形。然而居民仍無法接受，並組成「反海渡敢死隊」發動大規模遊行抗議發電廠開發案。
當時該項開發案也造成地方派系及政治介入 ，使得籌設過程一波三折，光是環境影響評估就耗費三年，在1998年11月4日才通過。

### 動工
最終於1999年3月1日，海渡發電廠開發案因環境影響評估通過後，在台中港四C碼頭舉行海渡發電廠卸煤專用碼頭工程的動工典禮。典禮中，邀請到了時任經濟部長王志剛、交通部次長毛治國、榮工處董事長沈景鵬、台電董事長席時濟、省政府交通處長陳武正等人前來參加，並由海渡發電廠董事長郭榮宗主持典禮，其餘時任副總統連戰、行政院長蕭萬長等人也致電致賀。然而因當時臺中縣政府反對發電廠的設置因拒絕派員參加典禮，並對於反對發電廠開發案無效表示遺憾。

### 取消
海渡發電廠正式動工後，清水鎮與梧棲鎮的居民仍持續到發電廠工區進行抗爭，並揚言要以反對拜耳設廠的模式, 同樣讓海渡發電廠開發案取消。加上後來海渡電力公司爆發生財務危機，原要繳交給台電公司的履約保證金也滯繳。
2000年5月3日，台電公司終止與海渡電力公司之間的購售電合約，並且行政院經濟部亦於同年五月二十三日發函告知海渡電力公司將廢止海渡發電廠核准登記備案函以及工作許可證。海渡電力公司也因積欠台中港務局的土地租金未付，土地使用權遭港務局收回。海渡電力公司為此向經濟部提出仲裁，卻於2002年1月21日遭到駁回。
在海渡發電廠開發案取消後，台電公司看好臺灣風力發電資源及市場，因此決定於原本海渡發電廠預定地的臺中港第二電力事業專業區興建臺灣首座風力發電廠。規劃設置40座風力發電機組，總裝置容量72KW，投資金額達35億元，架設工程於2003年動工，2005年完成開始商轉發電。

## 設施

### 發電機組
| 名稱   | 鍋爐類型 | 汽輪發電機類型 | 機組數量 | 發電燃料 | 裝置容量（MW） | 商轉日期  | 狀態   |
| ------ | -------- | -------------- | -------- | -------- | -------------- | --------- | ------ |
| 一號機 |          |                | 1        | 燃煤     | 425MW          | 2000年6月 | 已取消 |
| 二號機 |          |                | 1        | 燃煤     | 425MW          | 2000年6月 | 已取消 |

## 資料來源
1. ↑  陳雅潔. . 蘋果日報. 2003-09-08  [2016-05-01]. （原始内容存档于2017-03-05） （中文（臺灣））.
2. 1 2 3 4 5  陳秀蘭. . 中國時報. 1999-03-01  [2016-05-01]. （原始内容存档于2020-08-05） （中文（臺灣））.
3. ↑  陳世宗. . 苦勞網. 2007-07-20  [2016-05-01]. （原始内容存档于2020-08-05） （中文（臺灣））.
4. ↑  彭兆良. . . 逢甲大學. 2000 （中文（臺灣））.
5. 1 2  . 清水散步. 2010-06-27  [2016-05-01] （中文（臺灣））.[永久]
6. 1 2 3 4 5  . 大紀元. 2002-02-09  [2016-05-01]. （原始内容存档于2020-08-05） （中文（臺灣））.
7. 1 2 3 4  陳世宗. . 中國時報. 1999-03-02  [2016-05-01]. （原始内容存档于2020-08-05） （中文（臺灣））.
8. 1 2 3 4 5  陳世宗. . 中國時報. 1998-07-04  [2016-05-01]. （原始内容存档于2020-08-05） （中文（臺灣））.
9. 1 2  . 華視新聞. 1998-01-04  [2016-05-01]. （原始内容存档于2020-08-05） （中文（臺灣））.
10. ↑  . 行政院環保署. 2007-12-26  [2016-05-01]. （原始内容存档于2017-03-05） （中文（臺灣））.
11. ↑  . 行政院經濟部. 2014-01-13  [2016-05-01]. （原始内容存档于2007-10-12） （中文（臺灣））.
12. ↑  . 自然攝影中心. 2005-08-29  [2016-05-01]. （原始内容存档于2017-03-05） （中文（臺灣））.
13. ↑  . 律師網. 2002-01-21  [2016-05-01]. （原始内容存档于2017-03-05） （中文（臺灣））.